# Juan Pablo Montoya
Juan Pablo Montoya Roldán (ur. 20 września 1975 w Bogocie) – kolumbijski kierowca wyścigowy startujący w amerykańskiej serii NASCAR Sprint Cup, a w przeszłości w Formule 1, CART (tytuł mistrzowski) i Formule 3000 (tytuł mistrzowski). Zwycięzca wyścigu Indianapolis 500 z 2000 i 2015 roku.
Ojciec Montoyi – Pablo, pracował jako architekt i ścigał się w wyścigach gokartów. Był też pierwszym kartingowym nauczycielem swojego syna. Juan Pablo jest żonaty z Connie (z domu Freydell).

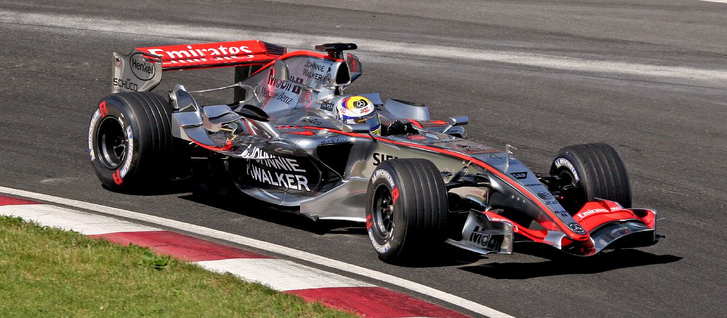
Juan Pablo Montoya podczas Grand Prix Kanady (2006)

## Życiorys

### Początki kariery
Karierę w kartingu rozpoczął w 1981 roku, w wieku sześciu lat, a w wieku lat dziewięciu zwyciężył w dziecięcych Narodowych Mistrzostwach Kartingowych. W 1986 wygrał mistrzostwa narodowe dla juniorów. Przez następne trzy lata zdobył wiele tytułów i wygrał wiele lokalnych i krajowych imprez. Występy w kartingu zakończył zdobyciem tytułu mistrza świata juniorów w latach 1990 i 1991.
Montoya przeniósł się do serii Copa Formula Renault w roku 1992. Tego samego roku wystąpił także w amerykańskiej serii zarządzanej przez Skipa Barbera. W roku 1993 przeniósł się do mistrzostw Swift GTI, wygrał tam siedem z ośmiu wyścigów. Następny rok był bardzo pracowity dla dziewiętnastoletniego Kolumbijczyka, wystąpił w trzech odrębnych seriach: Sudam 125 Karting (zdobył tytuł mistrzowski), USA Barber Saab (3. miejsce) i w Formule N w Meksyku (tytuł mistrzowski).
Przez następne trzy lata Montoya występował w różnych seriach, konsekwentnie robiąc duże kroki naprzód. W 1995 roku ścigał się w brytyjskiej Formule Vauxhall, w 1996 startował w Brytyjskiej Formule 3, a w 1997 wystartował w Formule 3000.

### Formuła 3000 i testy w F1
W 1997 roku został zatrudniony w zespole RSM Marko startującym w Formule 3000. W dziesięciu wyścigach sezonu odniósł trzy zwycięstwa, zdobył trzy pole position i zajął drugie miejsce w klasyfikacji generalnej. Jego występy przyciągnęły uwagę zespołu Williams startującego w Formule 1. Został zaproszony wraz z trzema innymi kierowcami na testy, w których okazał się najszybszym z nich, co zaowocowało kontraktem kierowcy testowego Formuły 1.
W 1998 roku obok testów dla Williamsa kontynuował starty w F3000, tym razem w zespole Super Nova Racing. W dwunastu wyścigach zdobył siedem razy pole position, odniósł cztery zwycięstwa i zdobył tytuł mistrzowski.

### CART
W 1999 roku Williams wysłał Montoyę do Ameryki aby wystąpił w serii CART, dokonując swoistej zamiany kierowców z zespołem Chipa Ganassiego – w zamian za Montoyę Williams dostał dwukrotnego mistrza CART Alessandro Zanardiego. Kolumbijczyk bardzo szybko zaaklimatyzował się w nowych warunkach i już w trzecim wyścigu sezonu odniósł swoje pierwsze zwycięstwo. W całym sezonie (składającym się z 20 wyścigów) odniósł 7 zwycięstw i jako drugi kierowca w historii po Nigelu Mansellu zdobył mistrzostwo serii CART w swoim debiutanckim sezonie i jednocześnie stał się najmłodszym mistrzem tej serii (miał wtedy 24 lata, o kilka miesięcy pobił dotychczasowy rekord Jacques’a Villeneuve’a).
W 2000 roku jego zespół podpisał kontrakt z Toyotą na dostarczanie jednostek napędowych, następstwem tego były słabsze występy w drugim sezonie. W końcowej klasyfikacji zajął dziewiątą pozycję, wygrywając trzy wyścigi w sezonie. W tym roku wygrał też prestiżowy wyścig Indianapolis 500 i został drugim w historii kierowcą, po Grahamie Hillu, który odniósł zwycięstwo w swoim pierwszym podejściu.

### Formuła 1

#### Williams (2001–2004)

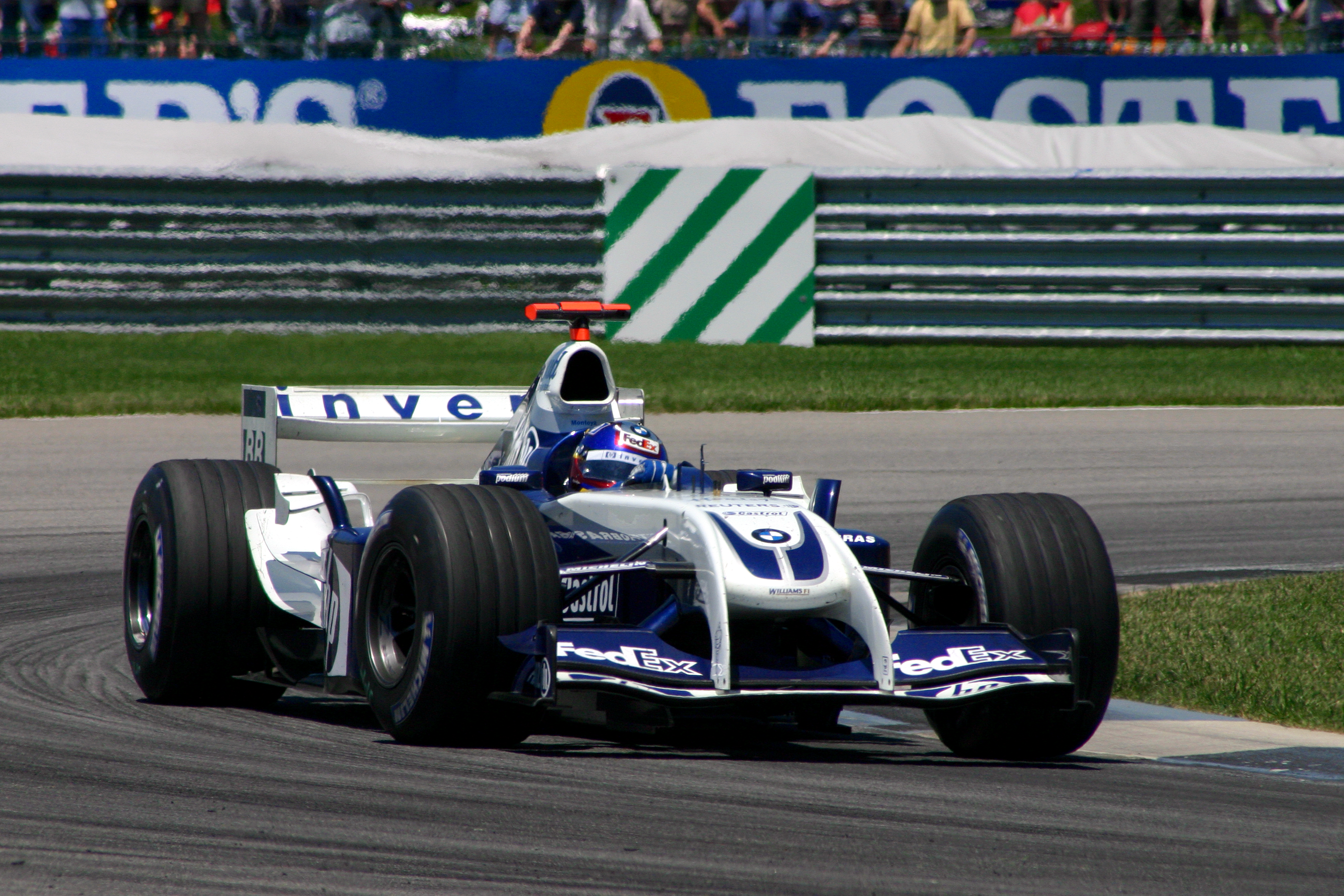
Juan Pablo Montoya w bolidzie Williams FW26 podczas Grand Prix Stanów Zjednoczonych (2004)

4 marca 2001 zadebiutował w Formule 1, podczas Grand Prix Australii w barwach zespołu Williams. W tym sezonie Montoya zdobył trzy pole position, stanął kilkakrotnie na podium i zwyciężył raz w Grand Prix Włoch.
W sezonie 2002 był najlepszym kierowcą, nie licząc zawodników Ferrari, którzy zdominowali sezon wygrywając 15 z 17 wyścigów. Montoya nie wygrał żadnego wyścigu, ale zajął ostatecznie trzecią pozycję w klasyfikacji końcowej. Wtedy obowiązywał system kwalifikacji, w którym każdy z zawodników miał do dyspozycji dwanaście okrążeń, Juanowi ten system bardziej odpowiadał od późniejszych, zdobył siedem pole positon w tamtym sezonie.
Sezon 2003 był najbardziej udanym w jego karierze, zdołał wygrać dwa Grand Prix: Grand Prix Monako i Grand Prix Niemiec. Był także jednym z trzech pretendentów do zdobycia tytułu mistrzowskiego. Nie zdołał jednak poprawić swojego osiągnięcia z poprzedniego sezonu i w klasyfikacji generalnej znalazł się za Michaelem Schumacherem i Kimim Räikkönenem. Jego szanse na tytuł mistrzowski zostały przekreślone po kolizji z Rubensem Barrichello podczas Grand Prix Stanów Zjednoczonych i ukaraniu przez stewardów. Po tym wydarzeniu Juan odmawiał komentarzy dla mediów przez kilka następnych dni.
Sezon 2004 był bardzo ciężkim dla Juana, samochód Williamsa z nowym przednim nosem, często nazywany kłami okazał się zawodny. Początek był obiecujący, jednak do końca sezonu Montoya zdobył tylko 58 punktów co pozwoliło mu na zajęcie piątej pozycji w ostatecznej klasyfikacji. Szczęśliwe dla Kolumbijczyka było ostatnie Grand Prix Brazylii na torze Interlagos, zwyciężył tam wyprzedzając na mecie swojego przyszłego partnera ze stajni McLarena, Kimiego Räikkönena. Było to jego czwarte zwycięstwo w karierze kierowcy Formuły 1.

#### McLaren (2005–2006)
Od sezonu 2005 przeszedł do stajni McLaren. W tym roku za sprawą bolidu McLarena MP4-20 wygrał trzy wyścigi (co jest najlepszym rezultatem w jego dotychczasowej karierze), lecz nie włączył się do walki o mistrzostwo głównie z powodu długiego czasu aklimatyzacji w McLarenie i kontuzji barku, która wyeliminowała go z 2 wyścigów. Mimo wysokiej formy pozostał w cieniu swojego partnera z zespołu Kimiego Räikkönena (7 wygranych w 2005), który walczył z Fernando Alonso o tytuł mistrzowski (ostatecznie Kimi został wicemistrzem).
W sezonie 2006 Juan jedynie dwukrotnie stanął na podium (raz był 2. i raz 3.). W połowie sezonu zdecydował się na odejście z Formuły 1 i na przejście do amerykańskiej serii NASCAR. W lipcu 2006 r. poinformował o podpisaniu umowy z zespołem Chip Ganassi Racing. Kilka dni później McLaren poinformował o rozwiązaniu z nim kontraktu i zastąpieniu Juana Pedro de la Rosą.
W latach 2001–2006 wystartował w 94 Grand Prix Formuły 1, odnosząc 7 zwycięstw, 30 razy stanął na podium, 13 razy zdobył pole position, ustanowił 12 razy najszybsze okrążenie, zdobył w swoich startach 307 punktów.

### NASCAR
Przygodę z serią NASCAR rozpoczął w klasie Busch Series (drugiej co do ważności) w 2006 roku. Pod koniec tego samego roku debiutował w głównej klasie, NEXTEL Cup. Od 2007 roku startuje w pełnym cyklu NEXTEL Cup (od 2008 roku zwanym Sprint Cup). Pierwsze zwycięstwo odniósł już w 2007 roku (na torze w Sonomie). Wygrał również jeden wyścig w serii Busch – na torze w mieście Meksyk w 2007 roku. W tym sezonie wygrał też 24h Daytona, sukces ten powtórzył w 2008 roku.
W latach 2009–2013 startował w zespole Earnhardt Ganassi Racing.

## Wyniki

### Formuła 1
| Rok  | Zespół                | Samochód       | Silnik                  | Wyniki w poszczególnych eliminacjach | Wyniki w poszczególnych eliminacjach | Wyniki w poszczególnych eliminacjach | Wyniki w poszczególnych eliminacjach | Wyniki w poszczególnych eliminacjach | Wyniki w poszczególnych eliminacjach | Wyniki w poszczególnych eliminacjach | Wyniki w poszczególnych eliminacjach | Wyniki w poszczególnych eliminacjach | Wyniki w poszczególnych eliminacjach | Wyniki w poszczególnych eliminacjach | Wyniki w poszczególnych eliminacjach | Wyniki w poszczególnych eliminacjach | Wyniki w poszczególnych eliminacjach | Wyniki w poszczególnych eliminacjach | Wyniki w poszczególnych eliminacjach | Wyniki w poszczególnych eliminacjach | Wyniki w poszczególnych eliminacjach | Wyniki w poszczególnych eliminacjach | Pkt. | Msc. |
| ---- | --------------------- | -------------- | ----------------------- | ------------------------------------ | ------------------------------------ | ------------------------------------ | ------------------------------------ | ------------------------------------ | ------------------------------------ | ------------------------------------ | ------------------------------------ | ------------------------------------ | ------------------------------------ | ------------------------------------ | ------------------------------------ | ------------------------------------ | ------------------------------------ | ------------------------------------ | ------------------------------------ | ------------------------------------ | ------------------------------------ | ------------------------------------ | ---- | ---- |
| 2001 |                       |                |                         | Australia                            | Malezja                              | Brazylia                             | San Marino                           | Hiszpania                            | Austria                              | Monako                               | Kanada                               | Unia Europejska                      | Francja                              | Wielka Brytania                      | Niemcy                               | Węgry                                | Belgia                               | Włochy                               | Stany Zjednoczone                    | Japonia                              |                                      |                                      | 31   | 6    |
| 2001 | BMW.Williams F1 Team  | Williams FW23  | BMW P80 3.0 V10         | NU                                   | NU                                   | NU                                   | NU                                   | 2                                    | NU                                   | NU                                   | NU                                   | 2                                    | NU                                   | 4                                    | NU                                   | 8                                    | NU                                   | 1                                    | NU                                   | 2                                    |                                      |                                      | 31   | 6    |
| 2002 |                       |                |                         | Australia                            | Malezja                              | Brazylia                             | San Marino                           | Hiszpania                            | Austria                              | Monako                               | Kanada                               | Unia Europejska                      | Wielka Brytania                      | Francja                              | Niemcy                               | Węgry                                | Belgia                               | Włochy                               | Stany Zjednoczone                    | Japonia                              |                                      |                                      | 50   | 3    |
| 2002 | BMW.Williams F1 Team  | Williams FW24  | BMW P82 3.0 V10         | 2                                    | 2                                    | 5                                    | 4                                    | 2                                    | 3                                    | NU                                   | NU                                   | NU                                   | 3                                    | 4                                    | 2                                    | 11                                   | 3                                    | NU                                   | 4                                    | 4                                    |                                      |                                      | 50   | 3    |
| 2003 |                       |                |                         | Australia                            | Malezja                              | Brazylia                             | San Marino                           | Hiszpania                            | Austria                              | Monako                               | Kanada                               | Unia Europejska                      | Wielka Brytania                      | Francja                              | Niemcy                               | Węgry                                | Belgia                               | Włochy                               | Stany Zjednoczone                    |                                      |                                      |                                      | 82   | 3    |
| 2003 | BMW.Williams F1 Team  | Williams FW25  | BMW P83 3.0 V10         | 2                                    | 12                                   | NU                                   | 7                                    | 4                                    | NU                                   | 1                                    | 3                                    | 2                                    | 2                                    | 2                                    | 1                                    | 3                                    | 2                                    | 6                                    | NU                                   |                                      |                                      |                                      | 82   | 3    |
| 2004 |                       |                |                         | Australia                            | Malezja                              | Bahrajn                              | San Marino                           | Hiszpania                            | Monako                               | Unia Europejska                      | Kanada                               | Stany Zjednoczone                    | Francja                              | Wielka Brytania                      | Niemcy                               | Węgry                                | Belgia                               | Włochy                               |                                      | Japonia                              | Brazylia                             |                                      | 58   | 5    |
| 2004 | BMW.Williams F1 Team  | Williams FW26  | BMW P84 3.0 V10         | 5                                    | 2                                    | 13                                   | 3                                    | NU                                   | 4                                    | 8                                    | DK                                   | DK                                   | 8                                    | 5                                    | 5                                    | 4                                    | NU                                   | 5                                    | 5                                    | 7                                    | 1                                    |                                      | 58   | 5    |
| 2005 |                       |                |                         | Australia                            | Malezja                              | Bahrajn                              | San Marino                           | Hiszpania                            | Monako                               | Unia Europejska                      | Kanada                               | Stany Zjednoczone                    | Francja                              | Wielka Brytania                      | Niemcy                               | Węgry                                | Turcja                               | Włochy                               | Belgia                               | Brazylia                             | Japonia                              |                                      | 60   | 4    |
| 2005 | West McLaren Mercedes | McLaren MP4-20 | Mercedes FO110R 3.0 V10 | 6                                    | 4                                    | –                                    | –                                    | 7                                    | 5                                    | 7                                    | DK                                   | NW                                   | NU                                   | 1                                    | 2                                    | NU                                   | 3                                    | 1                                    | 14†                                  | 1                                    | NU                                   | NU                                   | 60   | 4    |
| 2006 |                       |                |                         | Bahrajn                              | Malezja                              | Australia                            | San Marino                           | Unia Europejska                      | Hiszpania                            | Monako                               | Wielka Brytania                      | Kanada                               | Stany Zjednoczone                    | Francja                              | Niemcy                               | Węgry                                | Turcja                               | Włochy                               |                                      | Japonia                              | Brazylia                             |                                      | 26   | 8    |
| 2006 | Team McLaren Mercedes | McLaren MP4-21 | Mercedes FO108S 2.4 V8  | 5                                    | 4                                    | NU                                   | 3                                    | NU                                   | NU                                   | 2                                    | 6                                    | NU                                   | NU                                   | –                                    | –                                    | –                                    | –                                    | –                                    | –                                    | –                                    | –                                    |                                      | 26   | 8    |

### Indianapolis 500
| Rok  | Nadwozie | Silnik     | Start | Wynik | Uwagi |
| ---- | -------- | ---------- | ----- | ----- | ----- |
| 2000 | G-Force  | Oldsmobile | 2     | 1     |       |
| 2014 | Dallara  | Chevrolet  | 10    | 5     |       |
| 2015 | Dallara  | Chevrolet  | 15    | 1     |       |
| 2016 | Dallara  | Chevrolet  | 17    | 33    |       |
| 2017 | Dallara  | Chevrolet  | 18    | 6     |       |
| 2021 | Dallara  | Chevrolet  | 24    | 9     |       |

### Podsumowanie startów
| Sezon | Seria                    | Zespół                   | Starty | PP | Zwyc. | Punkty | Pozycja |
| ----- | ------------------------ | ------------------------ | ------ | -- | ----- | ------ | ------- |
| 1996  | Brytyjska Formuła 3      | Fortec Motorsport        | 16     | 1  | 2     | 137    | 5.      |
| 1997  | Formuła 3000             | RSM Marko                | 10     | 3  | 3     | 37,5   | 2.      |
| 1998  | Formuła 3000             | Super Nova               | 12     | 7  | 4     | 65     | 1.      |
| 1999  | CART                     | Chip Ganassi Racing      | 20     | 7  | 7     | 212    | 1.      |
| 2000  | CART                     | Chip Ganassi Racing      | 20     | 7  | 3     | 126    | 9.      |
| 2000  | Indy Racing League       | Chip Ganassi Racing      | 1      | 0  | 1     | 54     | 25.     |
| 2001  | Formuła 1                | Williams F1              | 17     | 3  | 1     | 31     | 6.      |
| 2002  | Formuła 1                | Williams F1              | 17     | 7  | 0     | 50     | 3.      |
| 2003  | Formuła 1                | Williams F1              | 16     | 1  | 2     | 82     | 3.      |
| 2004  | Formuła 1                | Williams F1              | 18     | 0  | 1     | 58     | 5.      |
| 2005  | Formuła 1                | McLaren                  | 16     | 2  | 3     | 60     | 4.      |
| 2006  | Formuła 1                | McLaren                  | 10     | 0  | 0     | 26     | 8.      |
| 2006  | NASCAR Nextel Cup Series | Chip Ganassi Racing      | 1      | 0  | 0     | 61     | 69.     |
| 2007  | NASCAR Nextel Cup Series | Chip Ganassi Racing      | 36     | 0  | 1     | 3487   | 20.     |
| 2007  | NASCAR Busch Series      | Chip Ganassi Racing      | 15     | 0  | 1     | 1525   | 22.     |
| 2008  | NASCAR Sprint Cup Series | Chip Ganassi Racing      | 36     | 0  | 0     | 3329   | 25.     |
| 2008  | NASCAR Nationwide Series | Chip Ganassi Racing      | 2      | 0  | 0     | 230    | 86.     |
| 2009  | NASCAR Sprint Cup Series | Earnhardt Ganassi Racing | 36     | 2  | 0     | 6252   | 8.      |
| 2010  | NASCAR Sprint Cup Series | Earnhardt Ganassi Racing | 36     | 3  | 1     | 4118   | 17.     |

## Rekordy
| Rekord                                   | Liczba          |
| ---------------------------------------- | --------------- |
| Rekord toru Autódromo José Carlos Pace   | 1:11.473 (2004) |
| Rekord toru Istanbul Park                | 1:24.770 (2005) |
| Rekord toru Sepang International Circuit | 1:34.223 (2004) |

## Odznaczenia
- 1999  Krzyż Srebrny Orderu Boyacá (Kolumbia)